# Луций Плоций Вицина
Луций Плоций Вицина (на латински: Lucius Plotius Vicina) е политик и сенатор на ранната Римската империя в края на 1 век пр.н.е. и началото на 1 век.
Произлиза от Луцерия. От 2 пр.н.е. до 7 г. той е проконсул, управител на римската провинция Крета и Кирена.